# شندآباد
شندآباد یکی از شهرهای استان آذربایجان شرقی که  در بخش مرکزی شهرستان شبستر واقع شده‌است. و به قطب هلوی کشور معروف است. این شهر با جمعیتی بالغ بر ۸،۴۸۹ نفر، بیست و ششمین شهر استان آذربایجان شرقی و دومین شهر شهرستان شبستر -پس از مرکز شهرستان- محسوب می‌گردد .شندآباد در ساحل شمالی دریاچه ارومیه و در جنوب کوه‌های میشو واقع شده‌است. این شهر در ۷ کیلومتری جنوب غرب شبستر، ۷۱ کیلومتری شمال غرب تبریز و ۶۹۵ کیلومتری شمال غرب تهران واقع شده‌است.مردم اهالی شند آباد کاملا به زبان ترکی آذربایجانی سخن میگویند.
از عمده محصولات باغی و صیفی این شهر میتوان به هلو، زردآلو، گیلاس، آلبالو، گوجه سبز، گلابی، به، گردو، بادام، فندق، آلوچه، انواع آلو منجمله شابلون، سیب، خیار، کدو، بادمجان، کدو تنبل، فلفل، گوجه، خرچه یا کالک، هندوانه، خربزه، طالبی، کنجد، انواع سبزیجات و... اشاره کرد.

## پیشینه
با توجه به وجود آثاری چون قوچ سنگی کنار مسجد جامع باقی‌ مانده از دوران(البته قوچ سنگی دیگر وجود ندارد ) قراقویونلوها، وجود محلهٔ قلی، امامزاده داود شندآباد، مسجد جامع سابق شندآباد (معماری این مسجد براساس الگوی مسجدالاقصی طراحی شده بود که بر اثر سهل‌انگاری مسئولان میراث فرهنگی تخریب و نوسازی گردید) و محله‌های قدیمی شهر شندآباد، تاریخ آن را می‌توان تا قبل از دوران گورکانی و قرون هشتم و نهم هجری تخمین زد.

## مردم
مردم این شهر اکثراً به شغل کشاورزی مشغول هستند. شهر شندآباد در سال های اخیر مهاجرت پذیر بوده است به‌طوری که جمعیت آن از ۴٬۰۰۰ نفر در سال ۱۳۹۰، به ۱۵٬۰۰۰ نقر در سال ۱۳۹۹ رسیده است. از مجموع ۱۵٬۰۰۰ نفر جمعیت این شهر، ۸٬۰۰۰ نفر مرد و ۷٬۰۰۰ نفر زن بوده‌اند . 